# Петровский (Волгоградская область)
Петровский — хутор в Урюпинском районе Волгоградской области России, бывшая станица Петровская, административный центр и единственный населённый пункт Петровского сельского поселения. Основан в 1849 году как станица Петровская. Расположен на левом берегу реки Каменка к югу от города Урюпинска.
Население — 2671 (2021)

## История
Основан в 1849 году как станица Петровская. Станица была образована в результате слияния станиц Левыкинской и Бесплемяновской. Станица Левыкинская впервые упоминается в списках станиц, чьи казаки были ранены под Азовом в 1696 году, станица Бесплемяновская — в 1687 году. Казаки жили преимущественно на правом берегу Хопра у глубокого озера Ильмень. Но Левыкинскую стали заносить сыпучие пески от дующих в этих местах астраханских суховеев и станицу перенесли вверх по реке Каменке, а место, где она когда-то стояла, до сих пор называется Старым городком. Станица относилась к Хопёрскому округу Земли Войска Донского (с 1870 — Область Войска Донского).
В 1859 году в станице Петровской имелось 282 двора, православная церковь, каменоломни для выделки мукомольных жерновов, проживало 570 душ мужского и 798 душа женского пола. Рядом со станицей Левыкинской располагался хутор Красновский. В 1881 году в нём построили каменную Архангельскую церковь, а в 1886 году сюда перевели и станичное правление. Через 12 лет открыли первую школу.
В 1897 году в станичный юрт входило 12 хуторов (без учёта временных поселений), население юрта составляло чуть менее 6000 человек. Согласно алфавитному списку населённых мест Области Войска Донского 1915 года в станице Петровской имелось станичное и хуторское правление, церковь, двухклассное приходское училище, земельный надел станицы составлял 3718 десятин, насчитывалось 366 дворов, в которых проживало 1011 мужчин и 1012 женщин.
В 1921 году станица была включена в состав Царицынской губернии. Позднее преобразована в хутор Петровский. С 1928 года хутор — в составе Урюпинского района Хопёрского округа (упразднён в 1930 году) Нижне-Волжского края (с 1934 года — Сталинградского края, с 1936 года Сталинградской области, с 1961 года — Волгоградской области). В 1929 году были организованы два колхоза — «Красный борец» и «Петровский» (после войны были объединены в колхоза «Родина»), которые заменили артели — «Пахарь» и «Батрак», созданные в 1927 году. В 1930 году в станице стал работать ликбез.
В годы Великой Отечественной войны почти всё мужское население станицы ушло на фронт, не вернулись сто пятьдесят три человека.

## География
Хутор находится в луговой степи, на левом берегу реки Каменка (приток реки Хопёр), в пределах Хопёрско-Бузулукской равнины, являющейся южным окончанием Окско-Донской низменности. В 1,8 км к западу от центра хутора расположено озеро Ильмень. Центр хутора расположен на высоте около 80 метров над уровнем моря. Имеются островки леса. Почвы — чернозёмы обыкновенные, в пойме Хопра — пойменные нейтральные и слабокислые.
Через хутор проходит автомобильная дорога с твёрдым покрытием Урюпинск — Дубовский. По автомобильным дорогам расстояние до районного центра города Урюпинска составляет 6 км (до центра города), до областного центра города Волгоград — 340 км.
Климат
Климат умеренный континентальный (согласно классификации климатов Кёппена — Dfb). Многолетняя норма осадков — 476 мм. В течение города количество выпадающих атмосферных осадков распределяется относительно равномерно: наибольшее количество осадков выпадает в мае и июне — 52 мм, наименьшее в марте — 27 мм. Среднегодовая температура положительная и составляет + 6,8 °С, средняя температура самого холодного месяца января −9,0 °С, самого жаркого месяца июля +21,5 °С.
Часовой пояс
Петровский, как и вся Волгоградская область, находится в часовой зоне МСК (московское время). Смещение применяемого времени относительно UTC составляет +3:00.

## Население
Динамика численности населения по годам:
| 1859 | 1873 | 1897 | 1915 | 1989  | 2002 |
| ---- | ---- | ---- | ---- | ----- | ---- |
| 1368 | 755  | 1943 | 2023 | ≈2500 | 2775 |

| 2010  | 2012  | 2013  | 2014  | 2015  | 2016  | 2017  |
| ----- | ----- | ----- | ----- | ----- | ----- | ----- |
| 2874  | →2874 | ↘2857 | ↘2832 | ↘2799 | ↘2781 | ↘2758 |
| 2018  | 2019  | 2020  | 2021  |       |       |       |
| ↘2747 | ↘2704 | ↘2682 | ↘2671 |       |       |       |

## Достопримечательности
- Музей «Левыкинский городок». Музей под открытым небом, показывает архитектуру и быт казачьего городка XVI–XVII веков[29]
- Храм Архангела Михаила. Старинный деревянный храм (1793 года) был перестроен в каменный (1881 года), в Советское время частично разрушен. В здании размещается молитвенный дом.[30]